# Moist
Moist est un groupe de rock alternatif canadien, originaire de Vancouver, en Colombie-Britannique. En 2014, il se compose de David Usher au chant, Jonathan Gallivan à la guitare, Kevin Young aux claviers, Francis Fillion à la batterie, et Louis Lalancette à la basse. Le premier batteur du groupe, Paul Wilcox, quitte le groupe après sa pause en 2000, et le premier bassiste, Jeff Pearce, quitte le groupe peu après son retour au début de 2014,.
Après la sortie d'une cassette démo indépendante en 1993, Moist signe chez EMI Music, et publie quelques albums studio officiels dans les années 1990, devenant ainsi un tremplin dans la culture musicale canadienne. Peu après la sortie d'une compilation en 2001, le groupe se met en pause indéfinie, et ne revient qu'une décennie plus tard vers juin 2013,. Peu après leur retour, ils publient un quatrième album, Glory Under Dangerous Skies, le 7 octobre 2014.

## Biographie

### Premiers jets (1992–2001)
Moist est formé à Vancouver, en Colombie-Britannique, à la fin 1992. Mark Makoway et Jeff Pearce se rencontrent à la Queen's University de Kingston, en Ontario, puis emménagent à Vancouver où ils forment la première incarnation du groupe. Kevin Young et David Usher étaient déjà à Kingston puis à Vancouver pour leurs études. La première version de Moist se forme lorsqu'ils décident d'écrire des chansons tous ensemble. Encouragés par ça, ils décident de former un nouveau groupe et  de jouer quelques concerts. Un ami en commun leur présenteront le batteur Paul Wilcox. Ils enregistrent et publie rapidement une cassette démo indépendante. Leur style musical s'inspire de leurs contemporains originaires de Seattle comme Soundgarden, Pearl Jam, Nirvana, Alice in Chains et Mudhoney. Moist passe l'année 1993 à jouer au Canada et écrire des chansons. En janvier 1994, ils terminent leur premier album, Silver. De très bonnes ventes en indépendant mènent à la signature du groupe au label EMI Music Canada. L'album se vendra à 400 000 exemplaires au Canada grâce aux singles Push, Silver et Believe Me. Le groupe sera reconnu à l'international dans des pays comme le Royaume-Uni, l'Allemagne et en Thaïlande.
À la fin 1996, Moist publie son deuxième album, Creature, et compte 300 000 exemplaires vendus. L'album comprend les singles Leave It Alone, Resurrection, Tangerine, et Gasoline, qui seront diffusés sur MuchMusic. Une version remixée de Tangerine devient un succès à la radio et sur MuchMusic.
Après ce deuxième opus, David Usher publie son premier album solo, Little Songs. Au début de 1999, le groupe revient pour un troisième album, le mélancolique Mercedes 5 and Dime. Il est publié en été 1999 au Canada, et plus tard en 2000 aux États-Unis. Les singles incluent Breathe, Underground, et Comes and Goes. Le groupe décide de prendre une pause indéfinie en 2001.

### Pause (2001–2013)

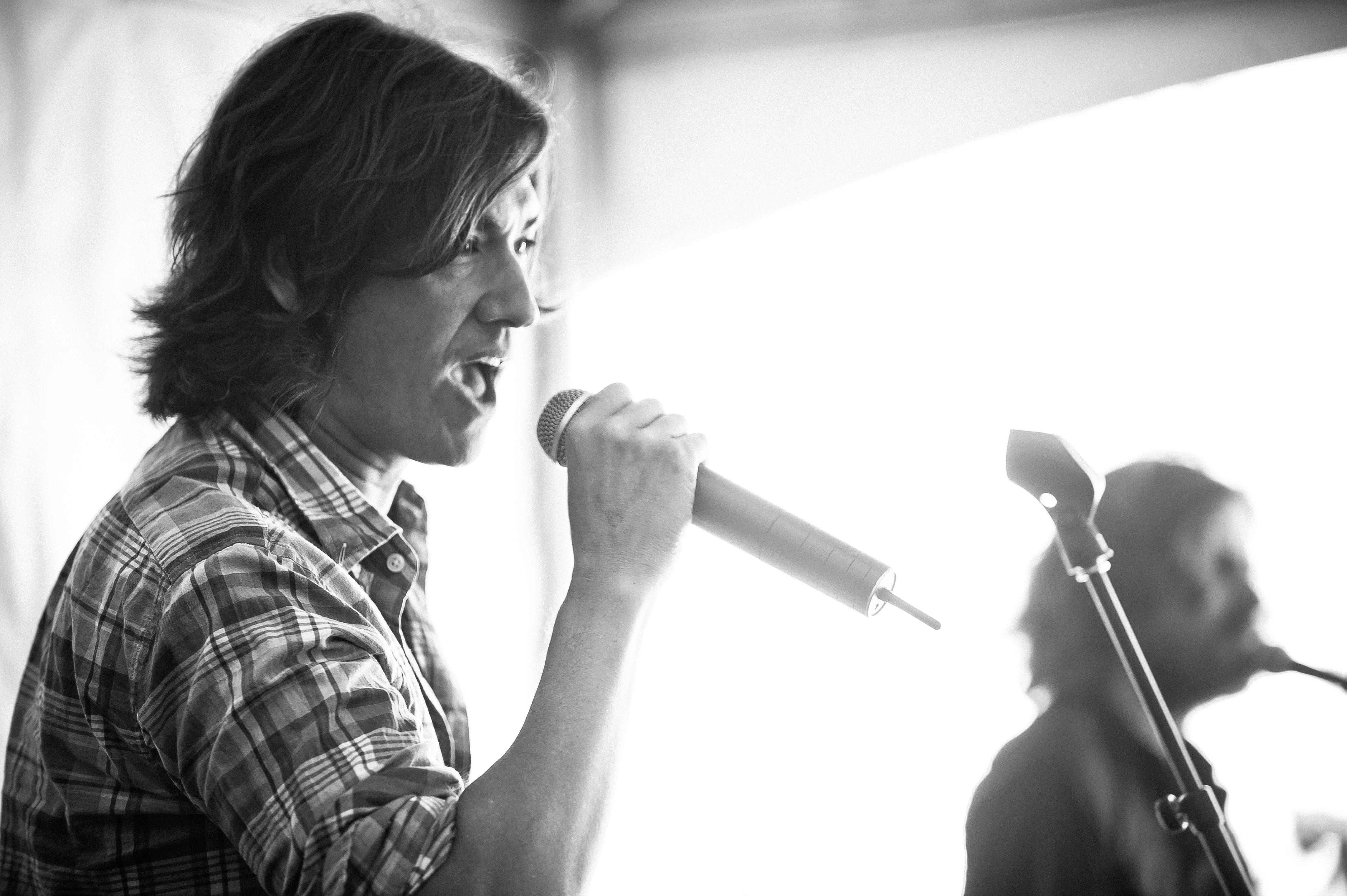
David Usher en 2012.

David Usher continue sa carrière solo, publiant Morning Orbit en 2001, Hallucinations en 2003, If God Had Curves en 2005, Strange Birds en 2007, Wake Up and Say Goodbye en 2008, The Mile End Sessions en 2010, et  Songs from the Last Day on Earth en 2012. Mark Makoway publie un guide de l'industrie musicale, appelé The Indie Band Bible, et continue de produire et mixer. Jeff Pearce forme le groupe RYE, et publie l'album Wolves au label Maple Nationwide en 2004. Kevin Young tourne avec David.

### Retour (depuis 2013)
Moist annonce sur son site web officiel, le 15 juin 2013, son retour avec Francis Fillion à la batterie, et tourne entre novembre et décembre la même année. Ils retourneront également en studio. Le premier enregistrement du groupe en 13 ans est une reprise de la chanson I Believe in Father Christmas de Greg Lake, publiée chez CBC Music en décembre 2013. La tournée Moist - The Resurrection, en référence à leur single publié en 1996, Resurrection, commence à London le 28 novembre 2013, et se termine à Calgary, en Alberta, le 19 décembre 2013.
En janvier 2014, le groupe, désormais avec Jonathan Gallivan, part à Montréal, au Québec, pour écrire un nouvel album. Le bassiste Jeff Pearce annonce son départ du groupe après être devenu père. Les enregistrements de nouvelles chansons commencent le 26 janvier 2014. À cette période, ils hésitent à nommer leur nouvel album Still I Won't Look Down, Comes to Life, We are Water et Comes the Sun. Glory Under Dangerous Skies devient leur quatrième album studio. Le 15 mai 2014, le groupe annonce sa signature chez Universal Music Canada. Puis ils publient le single Mechanical le 23 mai.

## Discographie

### Albums studio
- 1993 : Moist
- 1994 : Silver
- 1996 : Creature
- 1999 : Mercedes 5 and Dime
- 2014 : Glory Under Dangerous Skies
- 2021 : End of the Ocean

### Compilations & Live
- 2001 : Machine Punch Through: The Singles Collection